# Lerici-klassen
Lerici-klassen er en række af italienske minerydningsfartøjer bygget af Intermarine SpA og benyttet af Marina Militare. Klassen består af to underklasser: De første fire skibe er ofte omtalt som Lerici-klassens første serie, mens de resterende otte skibe er modificeret en smule og er benævnt Lerici-klassens anden serie eller bare Gaeta-klassen.
Designet er også et udgangspunkt for en række skibsklasser benyttet i andre lande: Tentera Laut Di Raja Malaysia (Mahamiru-klassen), Nigerian Navy, United States Navy (som Osprey-klassen), Royal Australian Navy (som Huon-klassen) samt Kongthap Ruea (som Lat Ya-klassen). Yderligere tre skibe er under konstruktion til Suomen merivoimat (Katanpää-klassen). Daehanminguk Haegun benytter en uofficiel version af klassen benævnt Swallow-klassen.

## Design og historie
Intermarine SpA byggede mellem 1985 og 1996 tolv skibe til Marina Militare. De første fire enheder bliver benævnt Lirici-klassen version 1 og blev bestilt den 7. januar 1978. Yderligere seks skibe, med et forbedret design (kendt som Gaeta-klassen, eller Lirici-klassen version 2) blev bestilt den 30. april 1988. Yderligere to enheder blev bestilt i 1991.

### Version I
De fire "version I" skibe blev søsat fra september 1982 til april 1985 og indgik alle i flådens tal i 1985.
Version 1 har et deplacement på 620 tons fuldt lastet, er 50 meter lang, 9,9 meter bred og en dybgang på 2,6 meter. Skibene har en topfart på 14 knob, denne fart opnås ved brug af en enkelt dieselmotor med en variable-pitch skrue. Topfarten er reduceret til 6 knob under minerydningsoperationer. Tre aktive ror (små skruer eller waterjets der kan drejes 360 grader) bruges til at sørge for at skibet ikke glider væk fra sin position. Skibene har en rækkevidde på 1.500 sømil på normal hastighed.
Hvert skib har en besætning på 47 mand; 4 officerer, 7 minedykkere og 36 konstabler. Skibet er udrustet med et trykkammer, "Pluto" fjernstyrede droner til at undersøge og bortsprænge miner samt en FIAR SQQ-14 (IT) VDS. Skibene er bevæbnet med en enkelt Oerlikon 20 mm maskinkanon.

### Version II
De otte skibe af version II af Lerici-klassen er benævnt Gaeta-klassen, blev alle søsat i starten af 1990'erne, og indgik i flåden fra maj 1996. Gaeta-klassen er næsten identisk med Lerici-klassen: Den primære forskel er det øgede deplacement på 77 tons, skroget er 2,5 meter længere og kommunikationsmasten er flyttet ned fra broen til foran udstødningen. Gaeta'erne benytter også en forbedret version af FIAR SQQ-14 (IT) VDS'en, som blev efterinstalleret på de fire version 1 skibe i 1991, derudover er disse skibe udstyret med to Oerlikon 20 mm maskinkanoner.
Afhængig af kilden, er Gaeta-klassen enten en underklasse af Lerici-klassen, eller et hel anden skibsklasse.

## Skibe i klassen
| Pennant | Navn      | Kølen lagt | Søsat              | Indgået           | Skæbne     | Kaldesignal |
| ------- | --------- | ---------- | ------------------ | ----------------- | ---------- | ----------- |
| M5550   | Lerici    | -          | 3. september 1982  | 22. marts 1985    | I tjeneste | IHML        |
| M5551   | Sapri     | -          | 5. april 1984      | 4. juni 1985      | I tjeneste | IHMS        |
| M5552   | Milazzo   | -          | 4. januar 1985     | 6. august 1985.   | I tjeneste | IHMM        |
| M5553   | Vieste    | -          | 18. april 1985     | 2. december 1985  | I tjeneste | IHMV        |
| M5554   | Gaeta     | -          | 28. juli 1990      | 3. juli 1992      | I tjeneste | IHMG        |
| M5555   | Termoli   | -          | 15. december 1990  | 13. november 1992 | I tjeneste | IHMT        |
| M5556   | Alghero   | -          | 11. maj 1991       | 31. marts 1993    | I tjeneste | IHMO        |
| M5557   | Numana    | -          | 26. oktober 1992   | 30. juli 1993     | I tjeneste | IHMN        |
| M5558   | Crotone   | -          | 11. april 1992     | 19. januar 1994   | I tjeneste | IHMC        |
| M5559   | Viareggio | -          | 3. oktober 1993    | 1. juli 1994      | I tjeneste | IHMW        |
| M5560   | Chioggia  | -          | 9. maj 1994        | 19. maj 1996      | I tjeneste | IHCH        |
| M5561   | Rimini    | -          | 17. september 1994 | 26. november 1996 | I tjeneste | IHMR        |

## Varianter
Designet på Lerici-klassen har været en stor eksportsucces med salg til Malaysia, Nigeria, USA og Australien. Dog har et ufravigeligt krav fra Intermarine om at alle skibene skulle bygges i Italien formentligt forhindret yderligere salg. Disse restriktioner blev dog lempet op til salgene til USA og Australien.

### Mahamiru-klassen
Tentera Laut Di Raja Malaysia benytter fire skibe baseret på version I-designet: Mahamiru (11), Jerai (12), Ledang (13) og Kinabalu (14). De fire skibe blev bestilt fra Intermarine den 20. februar 1981, kommandohejsning foregik den 11. december 1985 og ankom i Malaysia den 26. marts 1986. De er omtalt som malaysisk Lerici- eller Mahamiru-klassen, og to skibe er baseret i henholdsvis Lumut and Labuan.
Mahamiru-klassen er lidt anderledes end den oprindelige Lerici-klasse. Den mest fremtrædende ændring er at disse skibe er udrustet med to dieselmotorer frem for en, hvilket giver dem en topfart på 16 knob og en minerydningsfart på 7 knob. De malaysiske skibe er desuden udrustet med en Thomson Sintra TSM 2022 sonar, Thomson-CSF radar, og to PAP-104 fjernstyrede undervandsdroner. De er desuden en meter længere end deres italienske udgangspunkt. Frem for den oprindelige 20 mm Oerlikon, er skibene udrustet med en enkelt 40 mm Bofors maskinkanon. En standardbesætning består af 42 mand, hvoraf fem er officerer.
Mahamiru og Ledang blev moderniseret af Thales Gruppen som en del af den malaysiske flådes moderniseringsprogram. TSM 2022-sonarsystemet blev opgraderet til Mark III versionen, og skibene blev moderniseret til at kunne opretholde tilfredsstillende tjeneste i minimum yderligere ti år.

### Nigeria
I slutningen af 1980'erne, anskaffede Nigerian Navy to skibe af Lerici-klassen. Ohue (M 371) blev bestilt i april 1983, køllagt 23. juli 1984, søsat 22. november 1985, og kommandohejsning 28. maj 1987. Marabai (M 372) blev køllagt 11. marts 1985, søsat 6. juni 1986, og indgik den 25. februar 1988.
De nigerianske Lerici fartøjer er baseret på Mahamiru-varianten, men benytter Pluto undervandsdronen, en Racal Decca 1226 radar og er lidt langsommere med en topfart på 15,5 knob. De nigerianske skibe er bevæbnet med to 30 mm maskinkanoner og har en besætning på 50 mand, inklusiv 5 officerer.
Grundet manglende vedligeholdelse og finansiering var Ohue og Marabai blandt et større antal skibe der blev oplagt i 1996.

### Osprey-klassen
I august 1986 annullerede US Navy en skibsklasse på 17 minerydningsfartøjer da prototypen ikke kunne leve op til kravene i en choktest. I stedet underskrev flåden en bestilling på et antal minerydningsfartøjer baseret på Lerici-klassen. For at kunne styre konstruktionen af de 12 fartøjer, benævnt Osprey-klassen, måtte firmaet etablere en afdeling i USA. Dette skete ved at købe firmaet Sayler Marine Corporation, som blev til Intermarine USA. Oprindeligt skulle alle tolv skibe være bygget af Intermarine USA i Savannah, Georgia, men i oktober 1989, blev konstruktionen af fire fartøjer flyttet til Avondale Industries. Skibene blev søsat mellem marts 1991 og juni 1997 og indgik i aktiv tjeneste mellem november 1993 og december 1998.
Osprey-klassen er tungere og længere en det oprindelige design: Et deplacement på 918 tons, 57,3 meter lange, 11 meter brede og med en dybgang på 2,9 meter Fartøjerne er udstyret med to dieselmotorer der er forbundet med to Voith Schneider skruer; disse skruer eliminerer behover for de agterste ror. Skibene benytter en Raytheon/Thomson Sintra SQQ-32 VDS til minejagt og en Alliant SLQ-48 fjernstyret undervandsdrone til selve minerydningen. Skibene bærer normalt en besætning på 51 mand, inklusiv fire officerer og er bevæbnet med to 12,7 mm maskingeværer.
Da skibene indgik i aktiv tjeneste blev de alle underlagt den amerikanske 2. flåde (Atlanterhavsflåden). Tanken var at de skulle udrette tjeneste i cirka et år, før de skulle flyttes til reservestyrken. Alle fartøjerne forblev dog i tjeneste frem til deres udfasning i perioden 2006-2007. Klassen blev erstattet af Avenger-klassen og i 2008 var otte fartøjer overført til andre flåder med henholdsvis 2 fartøjer til Polemikó Naftikó, Lietuvos kariuomenės jūrų pajėgos, Türk Deniz Kuvvetleri og Zhōnghuá Mínguó Hǎijūn.

### Huon-klassen
I 1991 så den australske flåde et behov for at udskifte minerydningsfartøjerne af Bay-klassen. Skibenes operative kapaciteter blev fundet alvorligt mangelfulde at fire blev annulleret før bygningen af dem overhovedet startede. I 1994 underskrev flåden og Australian Defense Industries (ADI) en kontrakt på leveringen af seks minerydningsfartøjer af Gaeta-varianten. Konstruktionen af disse skibe skulle være et joint-venture med Intermarine.
Det første skibs skrog blev konstrueret på Sarzana værftet i Italien og derefter transporteret til ADI's værft i Newcastle (New South Wales i Australien som skulle stå for resten af udrustningen. ADI byggede de sidste fem skibe i klassen, som alle er navngivet efter australske floder.
De australske skibe, som er omtalt som Huon-klassen, er en smule tungere end Gaeta-varianten. Skibene benytter en GEC-Marconi Type 2093 sonar, to SUTEC Double Eagle fjernstyrede undervandsrobotter og er bevæbnet med en 30 mm DC30B maskinkanon. Skibenes bemanding består af 36 mand (inklusiv 6 officerer), med belægningskapacitet til yderligere 13, inklusiv 6 dykkere. Skibene indgik i tjeneste mellem 1998 og 2002 og er baseret på flådebasen HMAS Waterhen i Sydney.

### Lat Ya-klassen
Den thailandske flåde bestilte otte minerydningsfartøjer af Gaeta-varianten den 19. september 1996 efter Intermarine vandt kontrakten der blev udbudt i april måned, samme år. På Intermarine's Sarzana værft, køllagde man de to første skibe i klassen (HTMS Lat Ya (633) og HTMS Tha Din Daeng (634) i 1998 og søsatte dem i 1999. De resterende seks skibe blev annulleret før de blev køllagt.
I forhold til Gaeta-varianten har Lat Ya fartøjerne et lidt større deplacement, 680 tons, og en tilsvarende forøget dybgang på 2,9 meter. De benytter en Atlas Elektronik radar og sonar, Pluto fjernstyrede undervandsrobotter, og er udstyret med en 30 mm MSI maskinkanon. Hvert skib er bemandet med otte officerer og 42 andre mænd.

### Katanpää-klassen
I 2004 begyndte Suomen merivoimat at planlægge en efterfølger til de aldrende minestrygere af Kuha-klassen, som har været operative siden 1974. Den 23. november 2006, underskrev man en kontrakt med Intermarine om at bygge tre minerydningsfartøjer (oprindeligt omtalt som MCMV 2010-klassen, sidenhen som MITO-klassen og til sidst som Katanpäa-klassen). MITO-klassen er baseret på Huon-designet, men med en anderledes overbygning. De to første skibe, køllagt i 2008, bliver bygget på Sarzana værftet, mens det tredje fartøj bliver bygget i Sarzana, men overført til Aker Finnyards i Rauma til udrustningsfasen. Alle tre skibe skal efter planen være leveret i 2012 og forventes at indgå i aktiv tjeneste senest i 2015.

## Ulicenserede varianter

### Swallow-klassen
De seks skibe i Swallow-klassen benyttes af Daehanminguk Haegun og er en ulicenseret verison af Lerici-klassen. Konstrueret af Kangnam Shipbuilding Corporation og indgik i tjenesten mellem 1986 og 1994. Klassen er mindre og ikke nær så kapabel som det officielle Lerici-design.

## Eksterne links
- Wikimedia Commons har flere filer relateret til Lerici-klassen